# Javaid Rehman
Javaid Rehman (Urdu جاوید رحمان; * vor 1975 in Faisalabad, Punjab) ist ein britisch-pakistanischer Rechtswissenschaftler. Er ist Professor für Islamisches Recht und Internationales Recht an der Brunel University in London. Seit 2018 ist er UN-Sonderberichterstatter zur Menschenrechtssituation im Iran.

## Herkunft und Ausbildung
Javaid Rehman wurde im nordostpakistanischen Faisalabad geboren. Er studierte Rechtswissenschaften an der Government College University und der University of the Punjab in Lahore, später an der University of Reading und der University of Hull.

## Karriere
Rehman arbeitete von 1996 bis 2002 am Centre for the Study of Law in Europe des Department of Law der University of Leeds. 2002 wurde er Professor für internationales Recht und Menschenrechte an der University of Ulster. Seit 2005 ist er Professor für Islamisches Recht, muslimischen Konstitutionalismus und Menschenrechte an der Brunel University in London. Von 2008 bis 2015 war er Gründungsdirektor des Centre for Security, Media and Human Rights, einem interdisziplinären Forschungszentrum an der Brunel University.

## Ehrenamtliche Tätigkeit
Am 7. Juli 2018 wurde er vom UN-Menschenrechtsrat als Nachfolger für die ebenfalls aus Pakistan stammende Asma Jahangir zum UN-Sonderberichterstatter zur Menschenrechtssituation im Iran ernannt. Er trat sein Amt am 13. Juli 2018 an. Am 6. August 2018 schrieb er die iranische Regierung an und bekundete sein Interesse, den Iran zu besuchen. Er protestierte öffentlich gegen die Exekution von Regimegegnern im Iran, die wegen „Kriegsführung gegen Gott“ zum Tode verurteilt worden waren, nachdem sie unter menschenrechtswidrigen Bedingungen inhaftiert waren und ihnen Geständnisse durch Folter abgepresst worden waren.
In seinem Bericht an den UN-Menschenrechtsrat im Jahr 2021 mahnte Rehman bei der iranischen Regierung dringend an, die Menschenrechte von Frauen und Mädchen besser zu schützen. Diese seien insbesondere durch Kinderheiraten und häusliche Gewalt verletzt. Mädchen und Frauen seien rechtlich und strukturell Bürger zweiter Klasse. Rehman forderte den Iran auf, die UN-Konvention zur Beseitigung jeder Form von Diskriminierung der Frau (CEDAW) zu unterschreiben und umzusetzen, die der Iran als einer von ganz wenigen Staaten noch nicht ratifiziert hat. 2024 wurde er von der Japanerin Mai Sato abgelöst.

## Auszeichnungen (Auswahl)
- 2010 Päpstliche Medaille in Anerkennung seiner Dienste bei der Entwicklung des interreligiösen Dialoges und die Arbeit für die Freiheit von Religion und Glauben durch Papst Benedikt VXI
- 2015 Fellowship der Academy of Social Sciences (FacSS)
- 2020 First Research Impact Award der Brunel University[1]

## Publikationen (Auswahl)
- The Weaknesses in the International Protection of Minority Rights, Kluwer Law Internat., The Hague, pp. 1–268, 2021
- Islam, terrorism and international law in Research Handbook on International Law and Terrorism, second edition, pp. 168–178, 2020
- Accommodating Religious Identities in an Islamic State: International Law, Freedom of Religion and the Rights of Religious Minorities in International Law and Islamic Law, pp. 571–597, 2017
- mit Shaheen Ali: Indigenous Peoples and Ethnic Minorities of Pakistan: Constitutional and Legal Perspectives, Februar 2013 doi:10.4324/9780203824344
- mit Shaheen Ali: The Concept of Jihad in Islamic International Law, SSRN Electronic Journal 10(3), Januar 2012 doi:10.1093/jcsl/kri017
- Conceptual Analysis of the Rights of Ethnic, Linguistic and Religious Minorities in The Weaknesses in the International Protection of Minority Rights, 2000